# Hořické trubičky

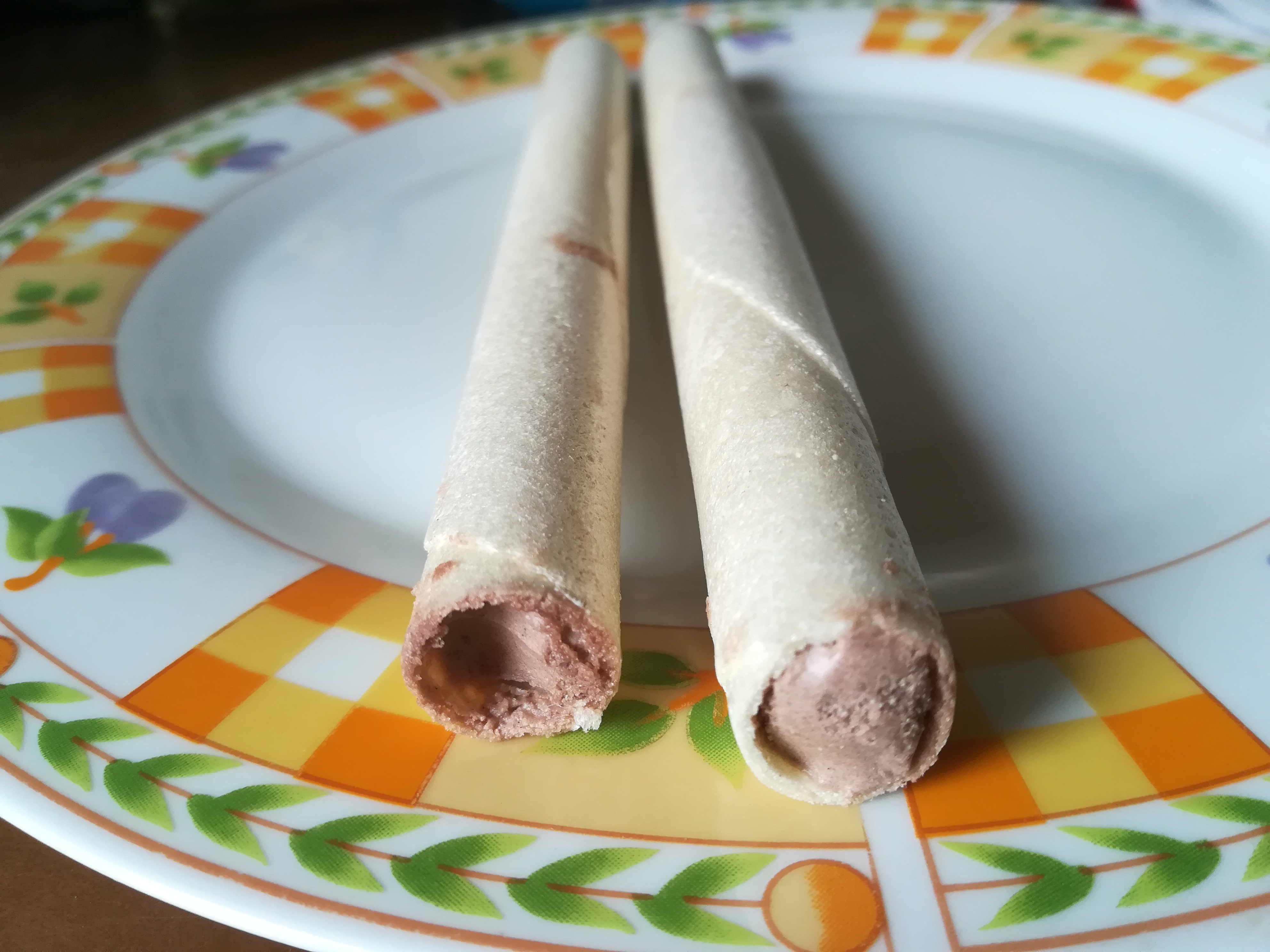
Hořické trubičky

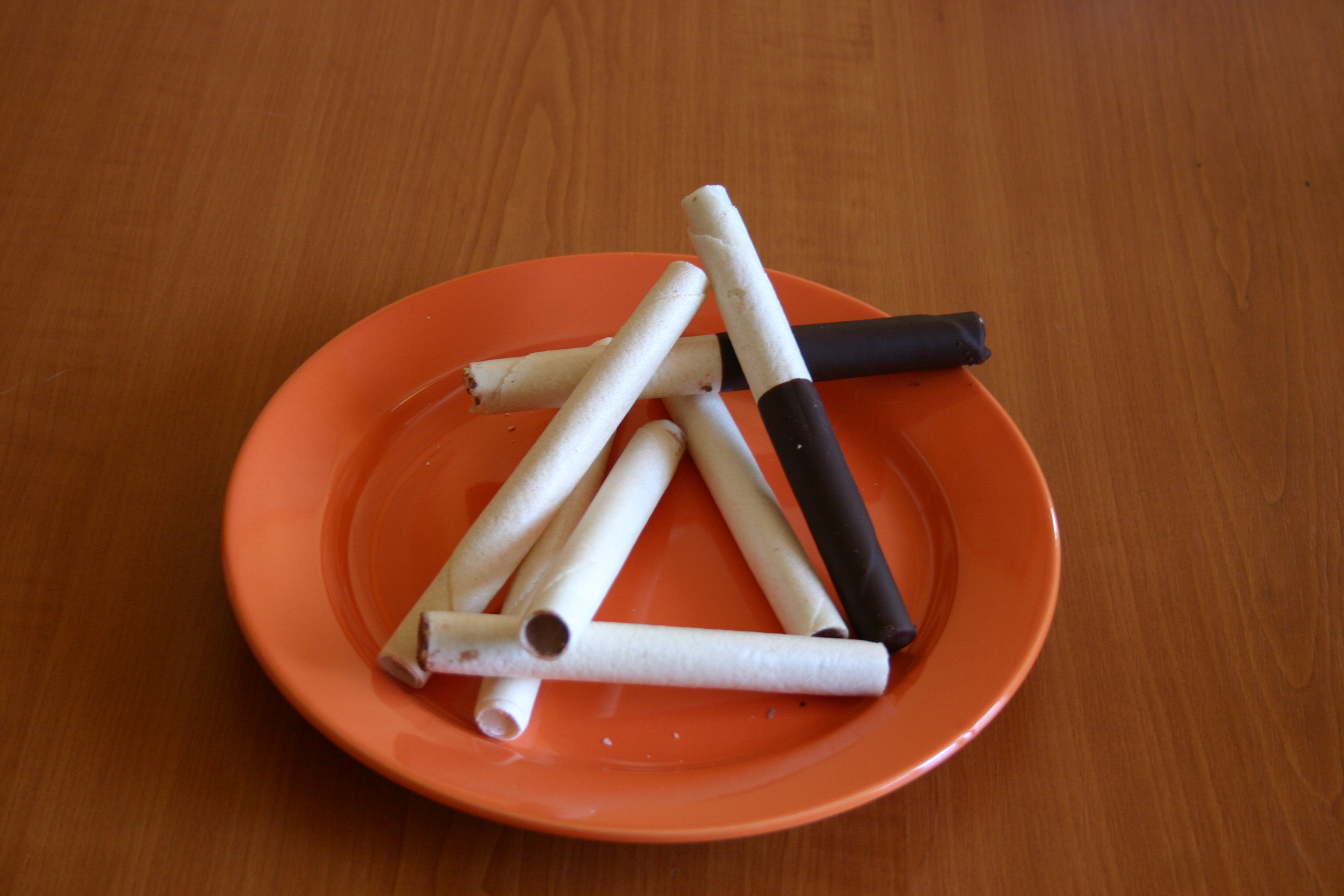
Hořické trubičky - wersja częściowo w polewie czekoladowej

Hořické trubičky – ręcznie wyrabiane rurki waflowe, tradycyjne słodycze czeskie, podobne nieco w wyglądzie i smaku do polskich rurek z kremem. 

## Historia
Ich nazwa pochodzi od miasta Hořice v Podkrkonoší (powiat Jiczyn), a wyrabiane są od początku XIX wieku. Według legendy początki wyrabiania rurek sięgają 1812. Po niepowodzeniu rosyjskiej kampanii Napoleona, rozproszone resztki jego armii znalazły się w regionie podkarkonoskim. Kilku francuskich żołnierzy dotarło m.in. do Hořic. Dzięki gościnności mieszkańców otrzymali miłe powitanie i byli dobrze traktowani. Jednym z rannych żołnierzy, który został wyleczony był kucharz, który odwdzięczył się recepturą ulubionego jakoby przysmaku Napoleona pani Líčkovej (receptura podobnego specjału znana jest we Francji od 1630). Receptura przyjęła się i szybko rozprzestrzeniła w mieście, a rurki stały się ulubionym wyrobem cukierniczym mieszczan. Tajemnicę rodzinnej produkcji doskonalił cukiernik Karel Kofránek, który wżenił się w rodzinę Líčków. Rurki były potem produkowane komercyjnie i eksportowane do Niemiec, Anglii, Francji, Turcji, USA i Szanghaju. Produkt otrzymał szereg dyplomów i nagród na wystawach krajowych i zagranicznych. W 1949 zakłady znacjonalizowano, a produkcja skoncentrowana została w krajowym przedsiębiorstwie Piernik Pardubice w Pardubicach (cz. Pardubický perník), później w firmie Průmysl trvanlivého pečiva Praha w Pradze. Obecnie (od 1990) trubičky znów są wytwarzane przez prywatne zakłady z Hořic.

## Charakterystyka
Oryginalną trubičkę nazywa się obecnie luźną. Jest skręcona z dwóch wafli, posmarowana roztopionym masłem i miodem pszczelim, a także posypana mieszanką cukru, kakao, cynamonu i orzeszków ziemnych. Wyrób obraca się ręcznie na płycie grzejnej, a produkcja maszynowa jest niedozwolona. 

## Chronione oznaczenie geograficzne
Jest to siódmy czeski produkt regionalny, który trafił na listę Unii Europejskiej, jako oznaczony chronionym pochodzeniem geograficznym. Może być produkowany tylko w mieście Hořice.